# Małgorzata Chodakowska
Małgorzata Chodakowska (* 9. Mai 1965 in Łódź, Polen) ist eine polnische Bildhauerin, die seit 1991 in Dresden lebt und arbeitet. Sie besitzt neben der polnischen seit 2018 auch die deutsche Staatsbürgerschaft. Neben den sogenannten „Stammfrauen“ – überlebensgroßen Holzskulpturen, die im Stück aus Baumstämmen gehauen werden – gestaltet Chodakowska auch Brunnenfiguren sowie Preisskulpturen für Wettbewerbe. Besondere Aufmerksamkeit erhielt ihre Skulptur Trauerndes Mädchen am Tränenmeer, die seit 2010 in Dresden an die Bombardierung der Stadt 1945 erinnert.

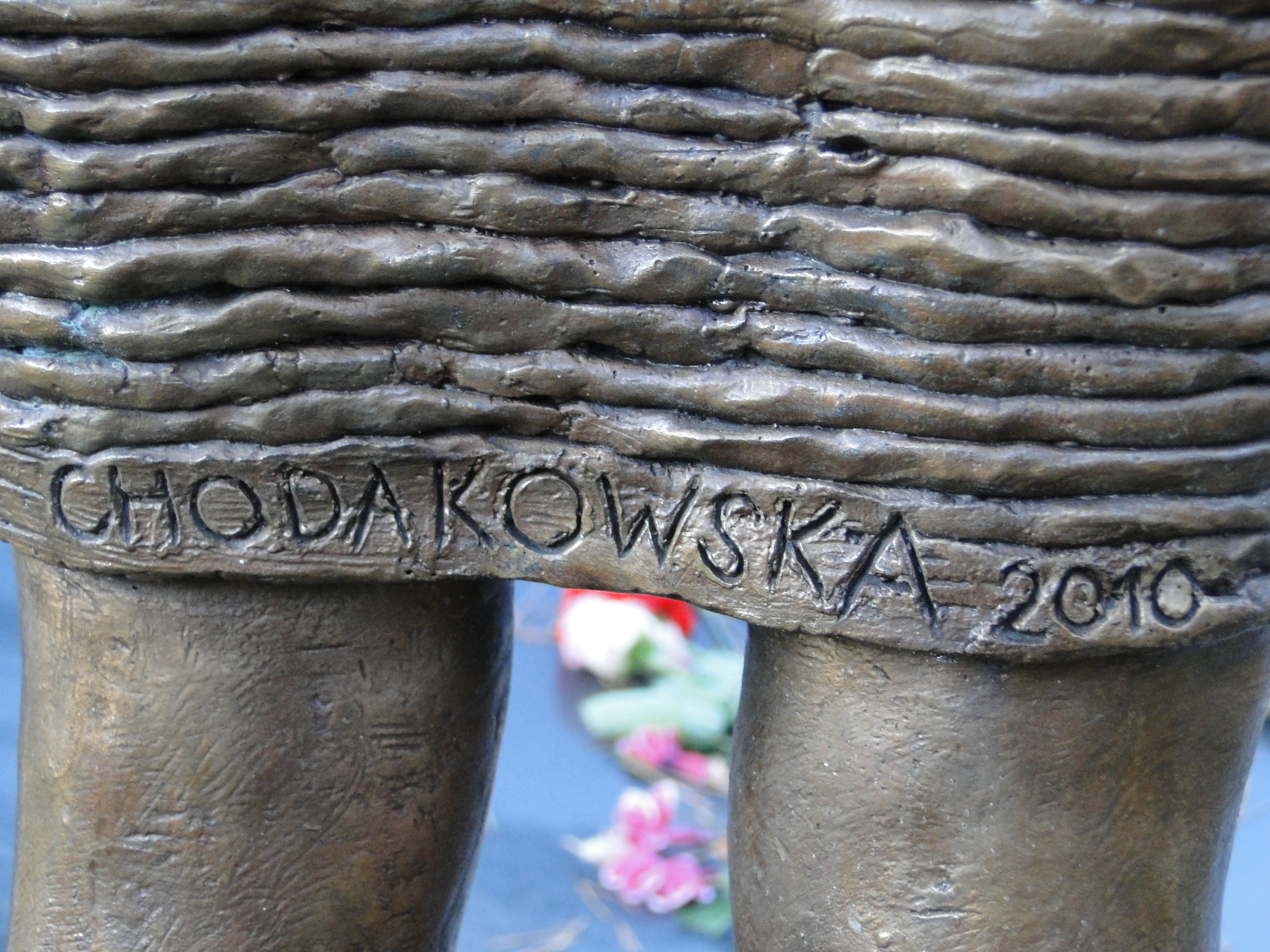
Signatur Chodakowskas

## Leben
Chodakowska besuchte ab 1980 das Kunstgymnasium in ihrer Heimatstadt Łódź und begann 1985 an der Akademie der Bildenden Künste Warschau das Studium der Bildhauerei bei Jan Kucz. Sie ging 1988 an die Akademie der Bildenden Künste Wien und setzte hier ihr Studium fort. Im September 1989 lernte sie in der polnischen Tatra den Maschinenbauer Klaus Zimmerling kennen, den sie im folgenden Jahr heiratete. Sie kam mit ihm nach Dresden, musste jedoch für ihr Studium schon nach kurzer Zeit zurück nach Wien reisen. Zimmerling folgte ihr nach Wien und lernte in der Wachau als Praktikant ein Jahr lang auf einem ökologisch arbeitenden Weingut. Im Jahr 1991 legte Chodakowska in Wien ihre Diplomarbeit bei Bruno Gironcoli ab, für die sie den Meisterschulpreis erhielt.

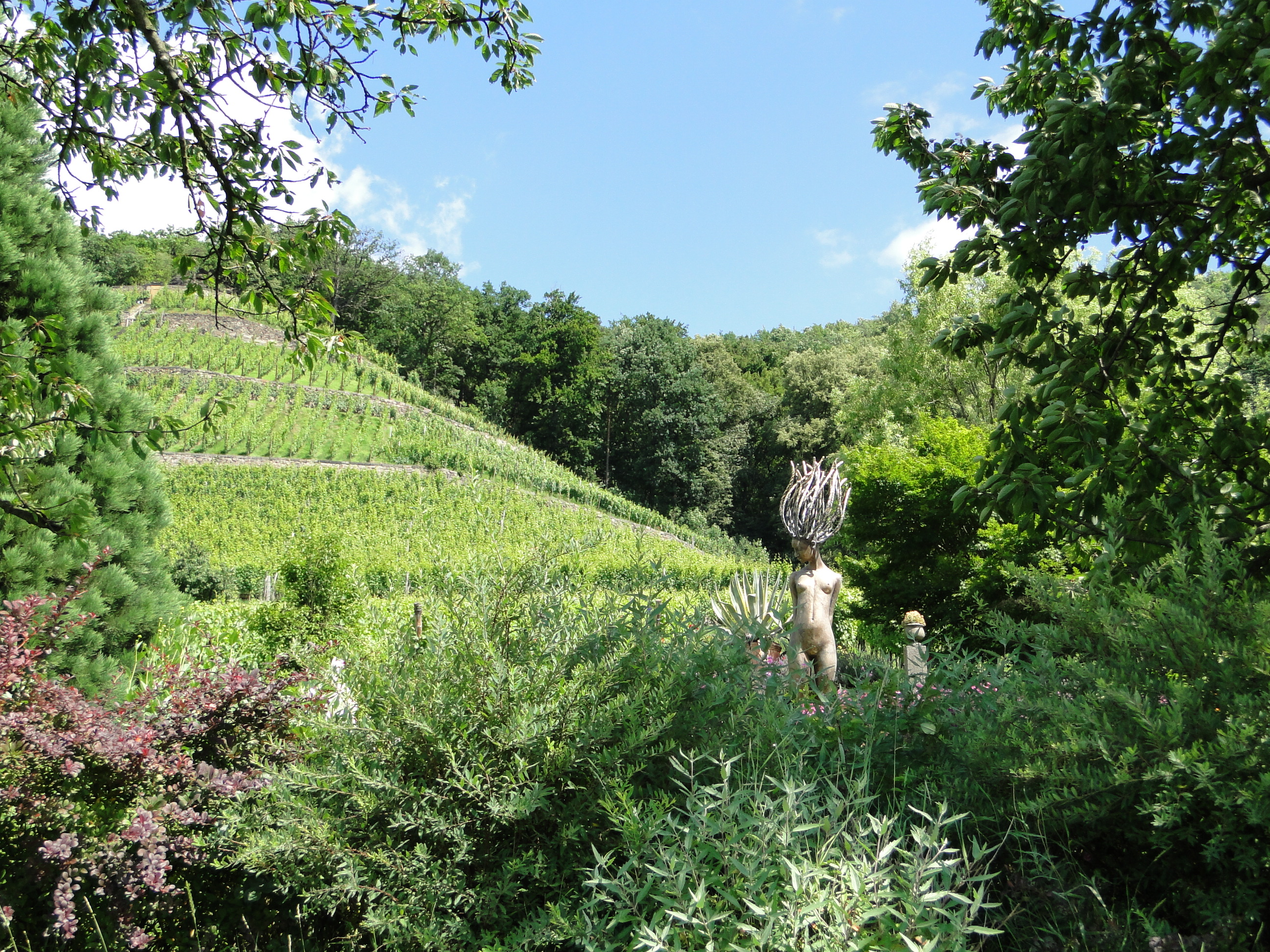
Rysselkuppe, Weingut Zimmerling, mit Skulptur Małgorzata Chodakowskas

Seit 1991 lebt Chodakowska in Dresden und arbeitet freischaffend als Bildhauerin. Ebenfalls 1991 wurde sie Mitglied im Sächsischen Künstlerbund. Zunächst wohnte Chodakowska in der Villa auf der Meißner Landstraße 141 und zog 1995 in ein Bauernhaus des Weinguts Zimmerling an der Rysselkuppe im Dresdner Stadtteil Pillnitz, das sie mit Klaus Zimmerling seit 1992 bewirtschaftet. Inspirationen für ihre Skulpturen holte sich Chodakowska auf Reisen, so war eine Portugalreise Anregung zur Eichen-Skulptur Portugiesischer Schönling. Andere Reisen führten sie 1996 nach Ägypten, wo sie nach eigener Aussage die Scheu vor der Arbeit mit Gold verlor, sowie 2000 nach Kambodscha.
Chodakowskas Werke sind nur zum Teil für den Verkauf bestimmt. Im Jahr 2005 stellte sie fest, dass sie zwar von ihrer Kunst, jedoch auch gerne mit ihren Skulpturen lebe. „Inzwischen ist der schöne Augenblick gekommen, an dem ich entscheiden kann, was ich verkaufen will und was nicht. Es gibt viele Anfragen, aber ich möchte nicht wie am Fließband produzieren.“ In der Regel verbleiben die Original-Holzskulpturen im Besitz Chodakowskas, während Bronzefiguren und Abgüsse verkauft werden: Im Jahr 2010 wurde zum Beispiel die 1,80 Meter hohe Brunnenfigur Überfluss für 50.000 Euro von einem Geschäftsmann erworben.

## Werk und Wirken

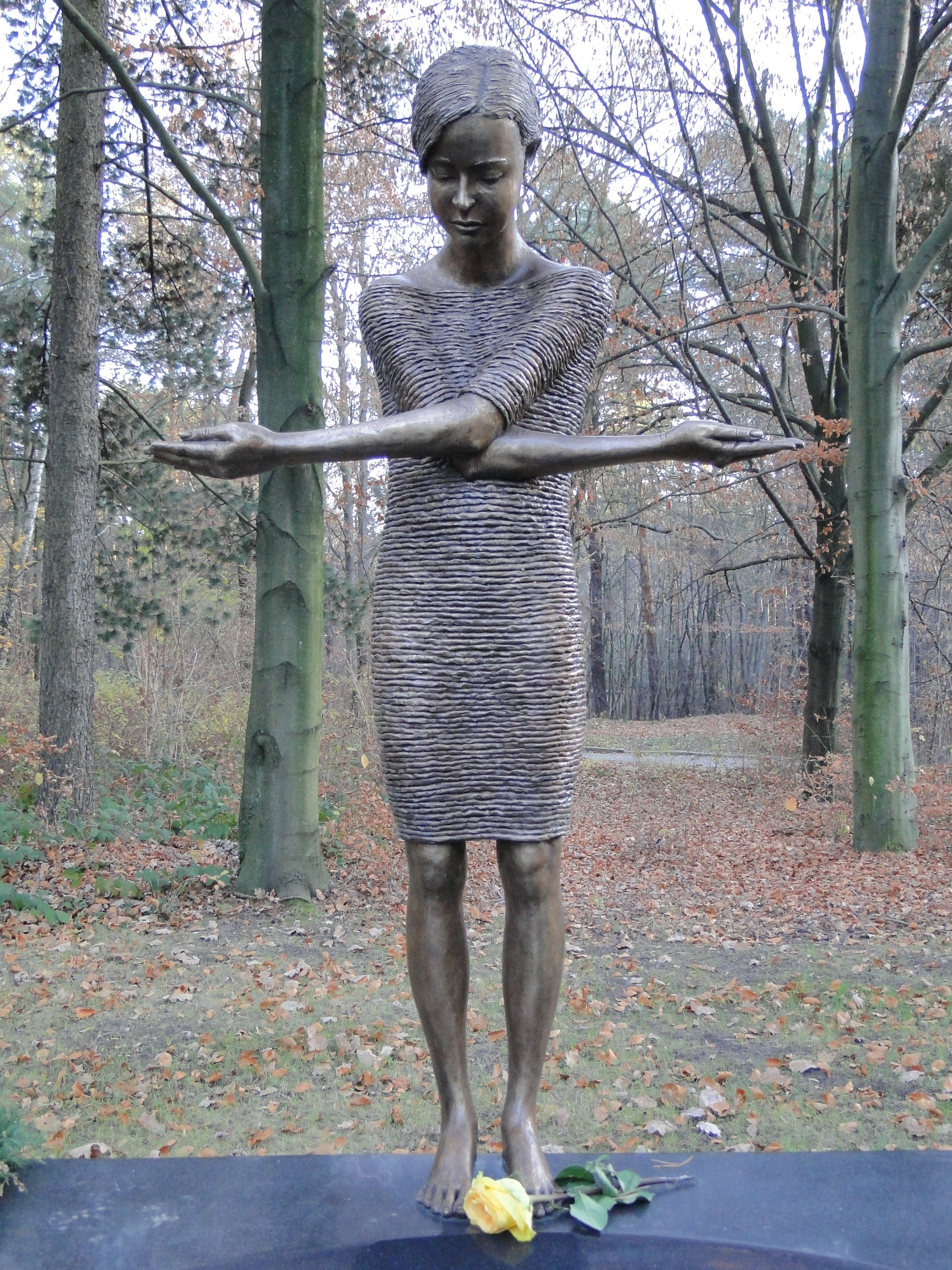
Trauerndes Mädchen am Tränenmeer (2010), Detail

Chodakowska beschäftigte sich während ihres Studiums mit verschiedenen künstlerischen Ausdrucksweisen, unter anderem entstanden während ihrer Wiener Zeit auch Installationen. Sie entschied sich schließlich für figürliche Darstellungen: „Wenn ich figürlich arbeite, fühle ich mich am nächsten bei der Form und habe den Eindruck, dass ich sie so am besten formulieren kann“, so Chodakowska 2008 in einem Interview. Als Chodakowskas Hauptwerke gelten die sogenannten „Stammfrauen“, die meist übermannshoch im Stück aus Holz geschnitzt werden. Chodakowska verwendet dabei in der Regel „das Holz entwurzelter Bäume“ und erhält Holz bei Submissionen der Forstverwaltung sowie von Bekannten. Sie arbeitete mit dem Holz von Linde, Birne, Kirsche, Eiche, Tulpenbaum sowie 2010 erstmals mit Eschenholz. Je nach Härte des Holzes und Komplexität des umzusetzenden Entwurfs benötigt sie für eine Skulptur drei bis vier Monate. Sie bevorzugt dabei härtere Holzarten, da sie den „Widerstand des Holzes“ für ihre Arbeit braucht. Am liebsten arbeitet sie mit Eichenholz.
In der Regel entstehen erste Entwurfszeichnungen für eine Skulptur mithilfe eines Modells bzw. nach Fotos eines Modells. Die Zeichnungen von Profil und Vorderansicht werden direkt auf den Baumstamm aufgetragen, der anschließend grob zugeschnitten wird. Die eigentliche Arbeit erfolgt mit Meißel und Holzhammer. In der Regel „wachsen“ die Skulpturen dabei aus dem Baumstamm heraus, wobei sie am Ende auf Teilen des Originalstamms sitzen oder stehen, Sockel und Figur also eine Einheit bilden. Die meisten Skulpturen Chodakowskas sind im Stück gehauen, sodass der Figurenentwurf den benötigten Durchmesser des Stammes bedingt: „Für die Fata Morgana […] war eine Esche mit dem Durchmesser von 1,20 Meter nötig.“ Nur selten werden kleinere Teile angefügt.
In den Anfangsjahren beließ Chodakowska die oft als Akt dargestellten Skulpturen in reinem Holz. Mit der Zeit entdeckte sie, dass Farbe den Figuren eine neue Dimension geben kann und das Holz „hautähnlicher“ mache, sodass die Skulpturen in der Regel teilweise mit Acrylfarbe gefasst sind. Fokus sind dabei vor allem Gesicht und Gewand: „Durch leichte Acrylfarben erzeugt sie den Eindruck von Kleidern, die gleichwohl durch ihre Transparenz den Körper kaum verhüllen.“ Dabei entsprechen laut Kunsthistorikerin Karin Weber die so eng anliegend erscheinenden Kleider in der plastischen Umsetzung dem sogenannten „nassen Stil“ der griechischen Antike. Seit einer Ägyptenreise im Jahr 1996 arbeitet Chodakowska auch mit Gold als zusätzlicher Ausdrucksform. Einige Skulpturen werden zudem mit einer Bienenwachs-Leinöl-Terpentin-Lasur als Abschlussfirnis überzogen, die die Holzmaserung deutlicher werden lässt.
Neben „Stammfrauen“, die meist Tänzerinnen nachempfunden sind, schuf Chodakowska auch einige wenige „Stammmänner“ sowie Paare, Kinderdarstellungen und Büsten. Chodakowska bevorzugt Holz für ihre Skulpturen, da es „Wärme aus[strahlt]. Das Material ist am ehesten geeignet, Menschen darzustellen“. So erinnere sie Holz „mit seiner Maserung an das Netz der Adern und Sehnen im menschlichen Körper“.
Anfang der 1990er-Jahre arbeitete Chodakowska mit Zinn und Glas, so entstanden die Skulpturen Tänzerin (1993) sowie 1994 Glasmenagerie und Liebespaar in der Verbindung von Glas und Zinn. Im Jahr 1993 wurde sie in das Who’s Who zeitgenössischer Glaskünstler aufgenommen. Seit Mitte der 1990er-Jahre arbeitet Chodakowska zudem unregelmäßig in Bronze. Unabdingbar wurde dies bei Brunnenfiguren sowie bei Kunst am Bau. Die unter freiem Himmel aufgestellte Skulpturengruppe König und Königin in Waldheim wurde aus Bronze gefertigt, wie auch das Trauernde Mädchen auf dem Heidefriedhof, während Sunny-Boy in Radeberg aus Kunststoff und Edelstahl sowie einer Vergoldung besteht.

## Werke im öffentlichen Raum

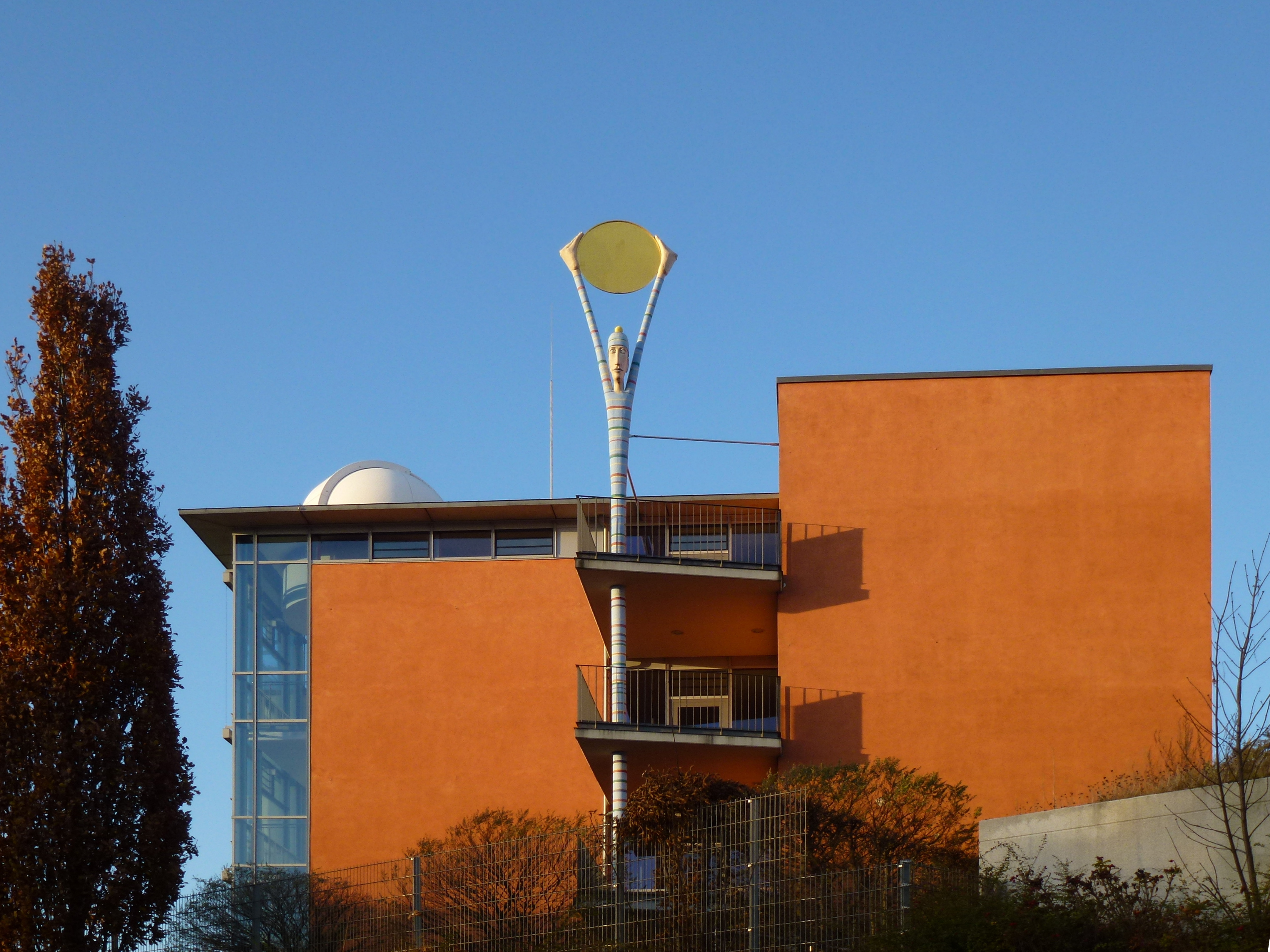
Skulptur Sunny-Boy (1999) am Humboldt-Gymnasium Radeberg

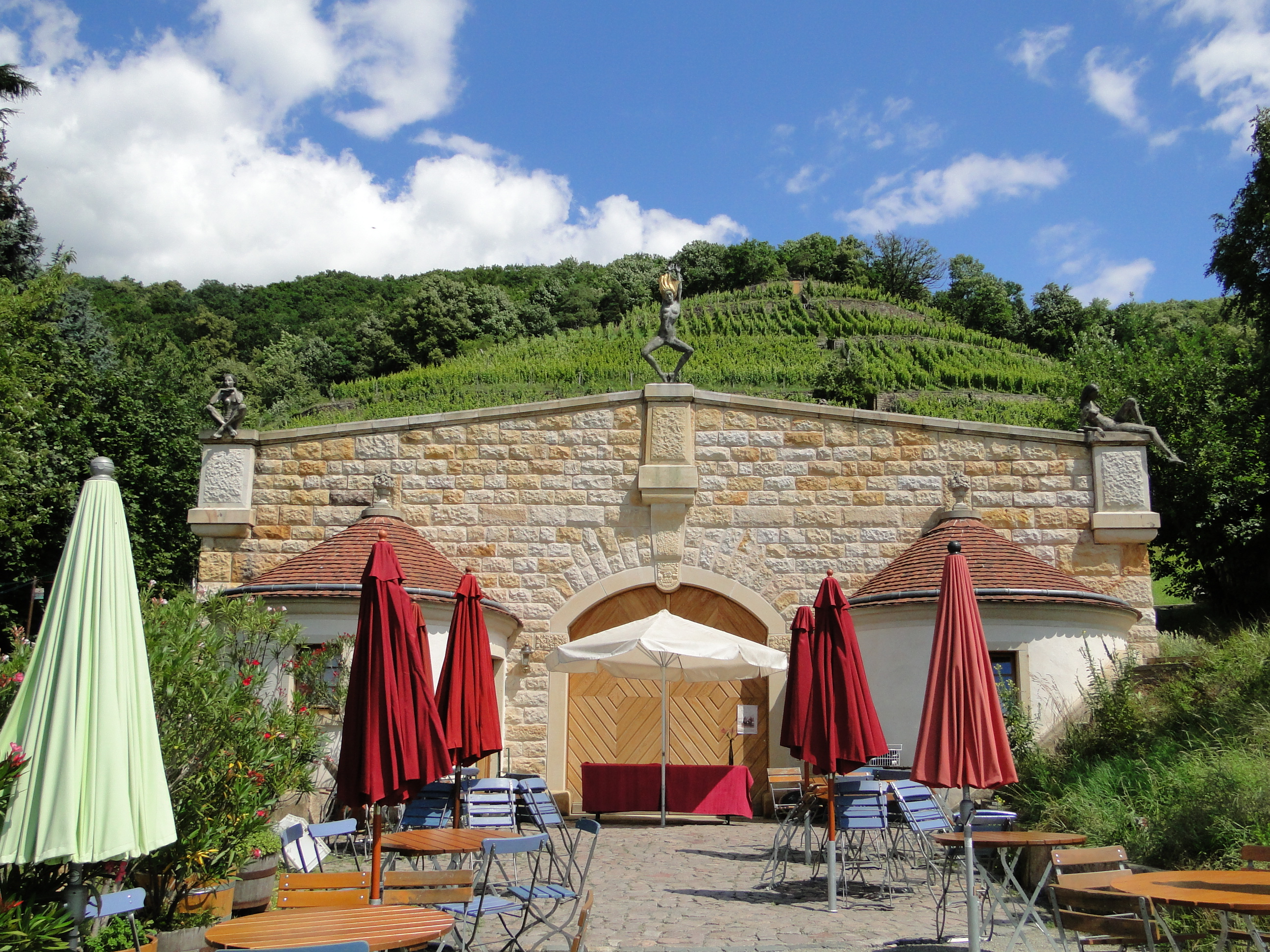
Weinkeller des Weinguts Zimmerling

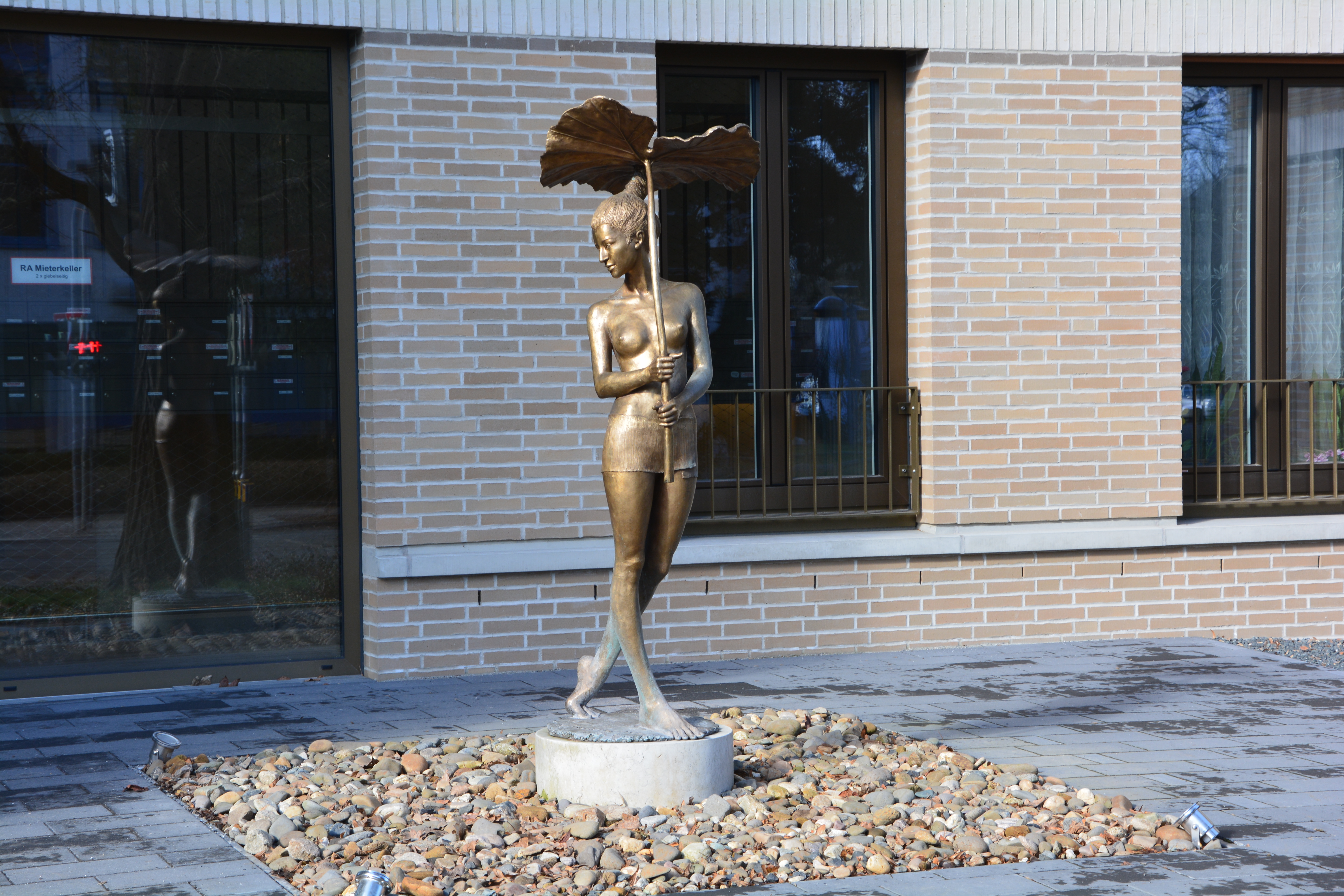
Dresden, Brunnenfigur: Mädchen mit Blatt, Friedrich Liszt Str. 2

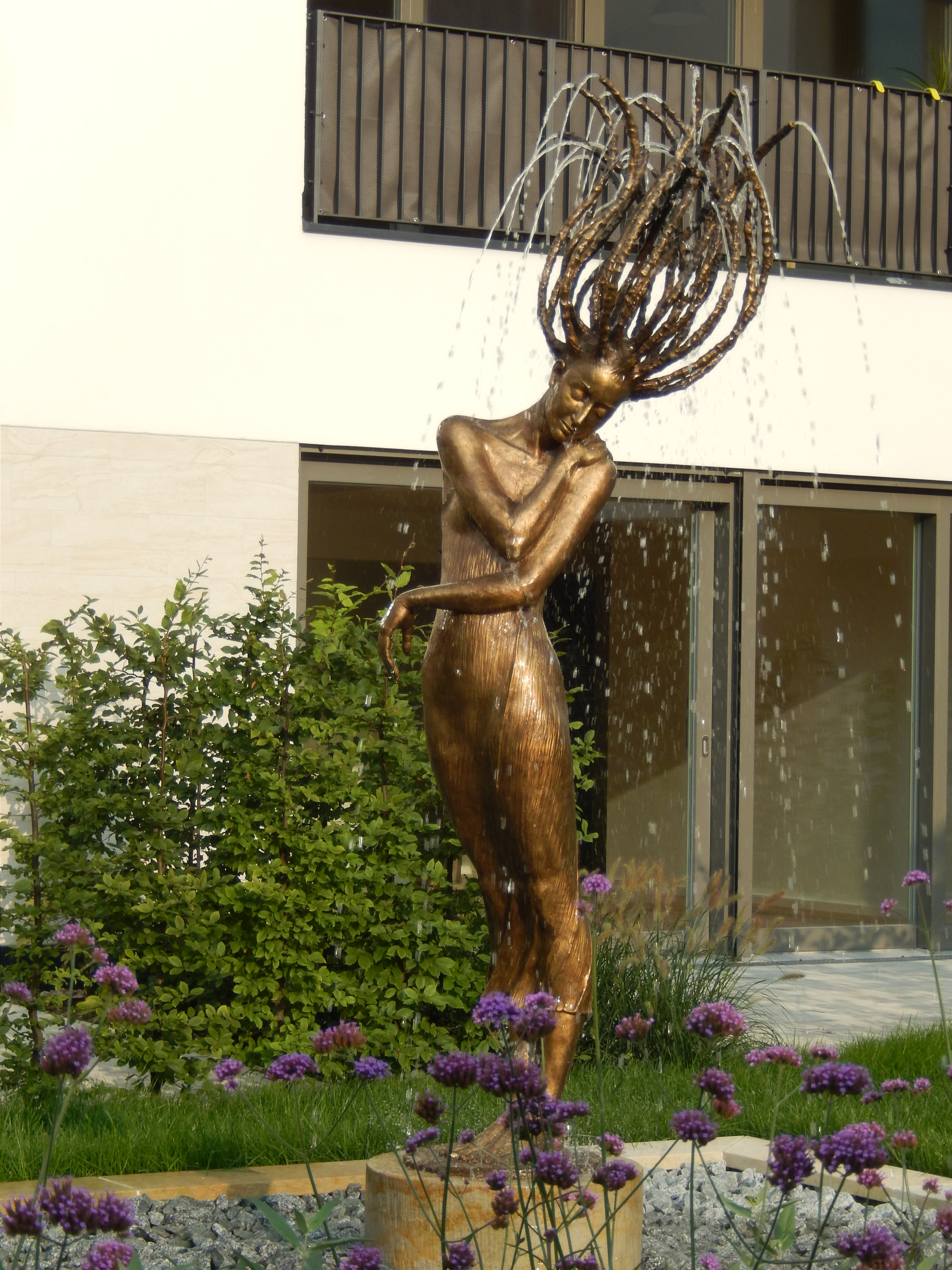
Dresden, Bergstraße 1–3, Brunnenfigur Primavera II

Im Jahr 1992 gewann Chodakowska die Ausschreibung für den Entwurf eines Spielplatzes unweit der 120. Grundschule in Dresden-Prohlis. Am Club Marie in Dresden realisierte sie 1995 das Objekt Kathedrale und gewann im darauf folgenden Jahr den ersten Preis im Wettbewerb des AOK-Bildungszentrums in Waldheim mit ihrer Skulpturengruppe König und Königin. Im Jahr 1999 war sie mit der Skulptur Sunny-Boy Siegerin des Wettbewerbs um eine Plastik am Neubau des Humboldt-Gymnasiums Radeberg. Sie schuf 2005 im Auftrag der Sächsischen Zeitung die 1,20 Meter hohe, teilvergoldete Preisskulptur Die Träumende für den Wettbewerb „Unternehmer des Jahres“; der Preis wird seither jährlich vergeben. Die bronzene Brunnenfigur Überfluss befindet sich seit 2010 in der PassageQF am Dresdner Neumarkt unweit der Frauenkirche.
Große Resonanz fand Chodakowskas Beteiligung am Wettbewerb um ein Denkmal, das an die Zerstörung Dresdens erinnern sollte. Von 20 Bewerbern für eine Skulptur mit dem Titel Trauerndes Mädchen durften sieben ihre Entwürfe einreichen. Chodakowskas Bronzeplastik Trauerndes Mädchen am Tränenmeer gewann den Wettbewerb. Die Skulptur zeigt ein Mädchen im einfachen Kleid mit verschränkten Armen, sodass die gesamte Figur ein Kreuz ergibt. Das Mädchen steht scheinbar in sich gekehrt an einem großen schwarzen Becken aus dem Material Schwarz-Schwedisch und blickt auf die Vertiefung, die sich z. B. bei Regen mit Wasser füllt und so einem Teich ähnelt. Trauerndes Mädchen am Tränenmeer von Chodakowska wurde im September 2010 auf dem Heidefriedhof eingeweiht. Im Januar 2022 wurde die Skulptur Opfer von Vandalismus, konnte jedoch im Folgemonat wieder aufgestellt werden.
Für den Wettbewerb „Familienfreundlichstes Unternehmen Dresdens“ wurde mit der Bronzeguss-Figur ich weiß es erneut ein Werk Chodakowskas als Preisskulptur gewählt. Die lebensgroße Bronze-Skulptur Die Seherin wird seit 2011 in der Kuppelhalle der Sächsischen Staatskanzlei präsentiert. Seit 2018 sind drei Skulpturen Chodakowskas als Springbrunnefiguren in der chinesischen Stadt Suzhou aufgestellt.
Chodakowskas Skulpturen sind auch auf dem Weingut Zimmerling präsent. Drei ihrer Akt-Skulpturen befinden sich auf dem Dach des 2008 geschaffenen Weinkellers, weitere stehen im Inneren, wo sich auch ein von Chodakowska gestalteter Brunnen befindet. „Nur das italienische Weingut Castello di Ama in Chianti wagt Vergleichbares in puncto Kunst am Bau“, so Stuart Pigott in der FAZ. Die Flaschenetiketten vom Weingut Zimmerling zeigen mit jedem neuen Jahrgang eine neue Skulptur Chodakowskas.

## Rezeption

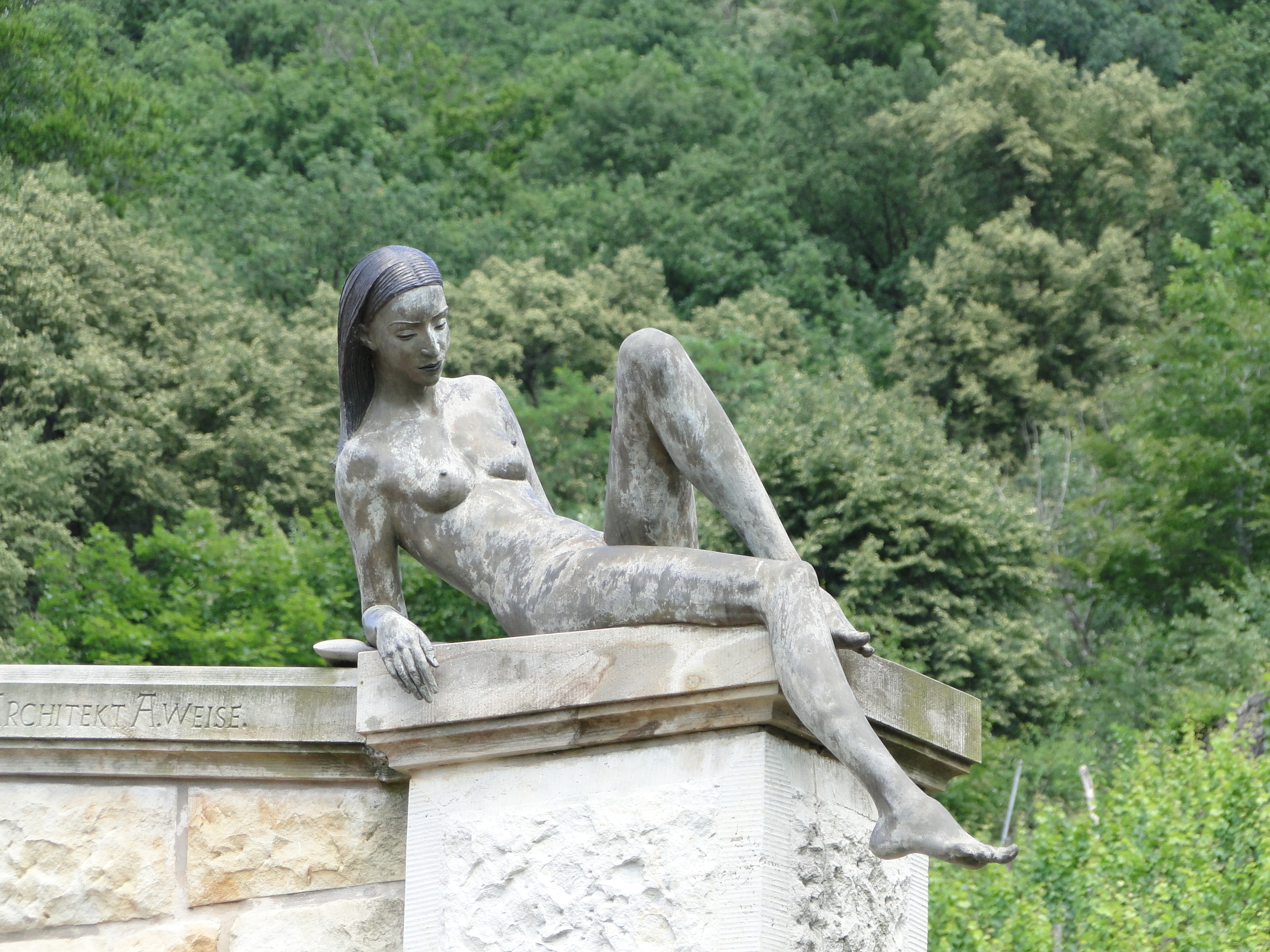
Skulptur Chodakowskas auf dem Weinkeller des Weinguts Zimmerling

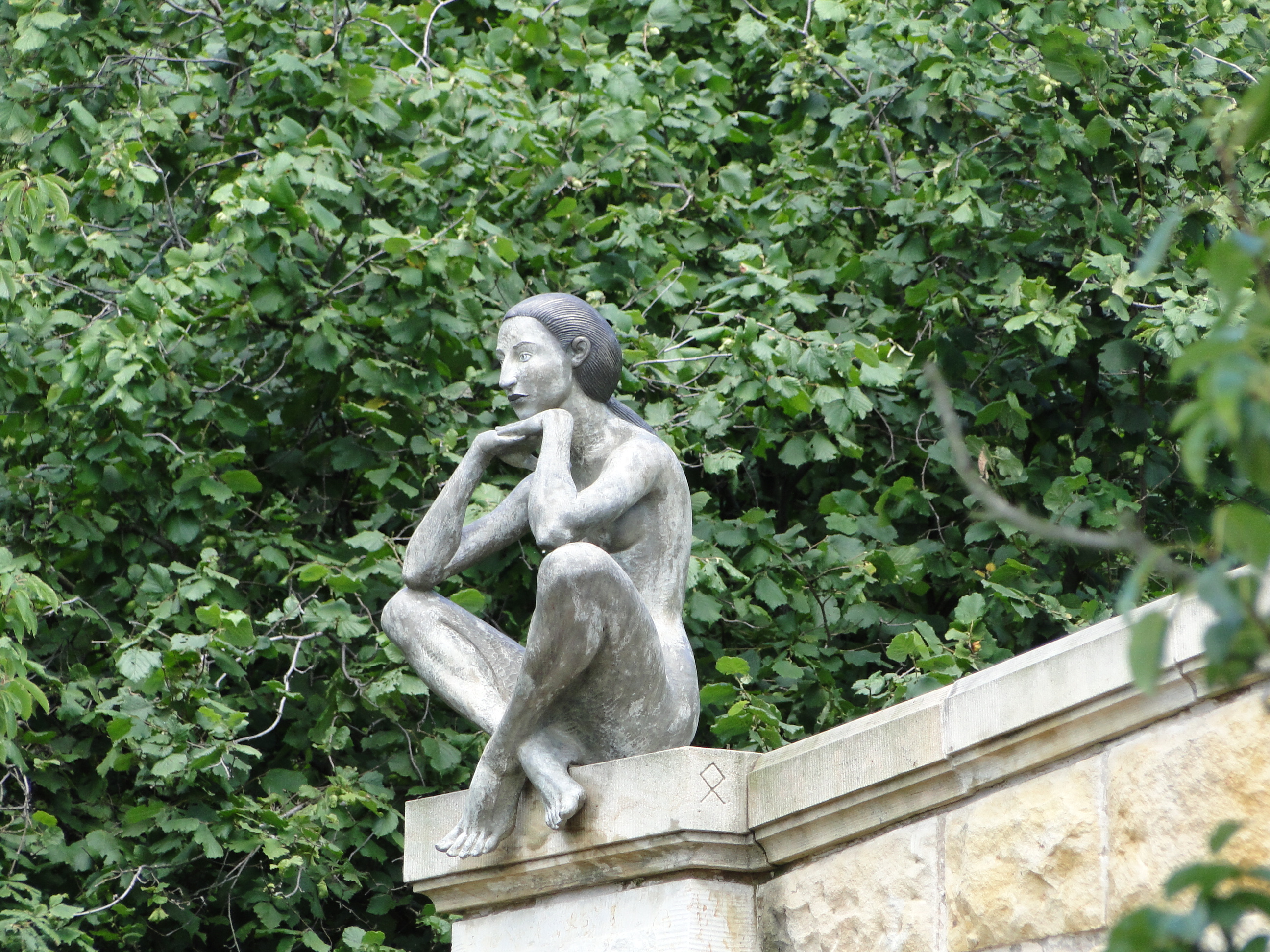
Skulptur Chodakowskas auf dem Weinkeller des Weinguts Zimmerling

Chodakowskas Stammfrauen wurden in der Sächsischen Zeitung als „überlebensgroße, ätherisch schöne Menschen aus Holz“ bezeichnet, die „in ihrer eigenartigen Schönheit und Vollendung [faszinieren].“

„Zuweilen ist die Schönheit der Körper unerträglich. Die sinnliche Größe ist eine Herausforderung wie Provokation zugleich. Weibliche Körper erscheinen makellos ebenmäßig, keusch und erotisch. Man gewinnt den Eindruck, sie gehörten engelsgleichen Göttinnen, deren Botschaft Lebens- und Sinnesfreude ist. Diese sogenannten ‚Stammfrauen‘ […] verkörpern die Sehnsucht nach dem verlorenen Paradies.“

Die Kunsthistorikerin Weber schrieb zudem: „Diese irdischen, nahezu androgynen Formen scheinen nicht von dieser Welt, könnte man meinen.“ Sie ordnet die Skulpturen als neorealistisch ein; auch andere Kritiker stellten fest, dass Naturalismus nicht Chodakowskas Absicht ist, sondern „eher eine ästhetische Betonung des Schönen am Menschen. Ihre Gestalten und Gesichter erinnern an alte Kunst, an die Götterdarstellungen der Ägypter, aber auch an die mittelalterliche Plastik in den europäischen Ländern. Durch die Darstellung des Ebenmäßigen und die ideale Heraushebung des Schönen haben die Skulpturen auch etwas Weltabgewandtes und verweigern sich der Zwiesprache mit dem Betrachter.“ Als Anknüpfungspunkt der Kunst Chodakowskas wurde unter anderem die Büste der Nofretete in Berlin genannt und damit ein „Typus von Frau, die dem Göttlichen gleichgesetzt, die Schönheit als eine Macht in den Mittelpunkt stellt.“
Die Dynamik der Skulpturen wird unterschiedlich interpretiert. Zwar sieht Karin Weber in den Figuren äußere Ruhe, erkennt jedoch „ein inneres Gespanntsein, das Bewegung im nächsten Moment auslösen könnte, wie man es bei den Tänzerinnen wahrzunehmen vermeint.“ Kunstexpertin Konstanze Rudert befand, dass Chodakowska „in ihren anmutigen und grazilen Skulpturen […] die Sehnsucht nach der inneren Ruhe, dem inneren Gleichgewicht“ thematisiert.

## Ausstellungen (Auswahl)
- 1998: Akademie der Bildenden Künste, Warschau
- 1989: Galerie Ebendorferstraße, Wien
- 1991: Kunstmesse, Klagenfurt
- 1991: Café-Galerie Bel’Etage, Wien
- 1992: Kunstmesse, Tokio
- 1992: The 1st Tokyo Crafts Expo ’92, Tokyo International Trade Center, Harumi, Tokio
- 1994: „Bambusmenagerie“, Galerie an der Schwebebahn, Dresden
- 1998: Skulpturenausstellung, Hauskapelle Taschenbergpalais, Dresden
- 2000: Holzskulpturen, Galerie an der Schwebebahn, Dresden
- 2001: „Tempeltänzerinnen“, Stadtgalerie Radebeul
- 2001: „Holzskulpturen und Bronzeplastiken“, Galerie des Kunst- und Kulturvereins Wernigerode
- 2002: Gruppenausstellung „Vor-Bilder. Zwiegespräche mit alter Kunst“, Sommergalerie Frauenstein
- 2003: Galerie Kunstlade, Zittau
- 2004: Skulpturen, Stadtgalerie Bad Schandau
- 2004: Holzskulpturen, Weinbergkirche, Dresden-Pillnitz
- 2005: „Malgorzata Chodakowska – Holzskulpturen“, Villa Eschebach, Dresden
- 2007: Skulpturen, Kapelle im Schloss Batzdorf, Batzdorf
- 2007: „Stammfrauen“, Galerie Kontrapost, Leipzig
- 2007: Skulpturen, Palais im Großen Garten, Dresden
- 2008: Gruppenausstellung „Skulpturen Park III – FIGURbetont“, Barockgarten Großsedlitz
- 2008: Skulpturen, Weingut Heymann-Löwenstein, Erste Kunsttage in Winningen
- 2008: Skulpturen, Kraftwerk Mitte, Dresden, im Rahmen des 18. Ornö-Festivals
- 2008: Gruppenausstellung, Bronzen und Holzfiguren, Skulpturengarten Sürth
- 2009: „Überfluss“, Galerie Ines Schulz, Dresden
- 2011: „Form & Farbe: Malgorzata Chodakowska, Carsten Gille, Andreas Tauber – Skulpturen und Malerei“, Galerie der Moderne, Berlin
- 2011: Gruppenausstellung „Grenz(t)räume“, Schloss Weesenstein
- 2013: Vis-a-vis, Skulpturen in Schloss und Park Pillnitz (Gemeinschaftsausstellung mit der Fotografin Frieda von Weissenfels)
- 2015: Angel of Paradise in Bergen/NL The Obsession of Art
- 2017: „Begegnungen“, Kunstwandelhalle Bad Elster
- 2019: „Erwachen“, Personalausstellung, Museen der Stadt Wroclaw
- 2021: „Blühende Wasser, schwimmende Gärten“, Insel Mainau

## Publikationen
- 2003: Małgorzata Chodakowska. Skulpturen 1992–2002. Neisse, Görlitz 2003, ISBN 3-934038-19-0.
- 2007: Małgorzata Chodakowska. Sonnebuch, Dresden 2007, ISBN 978-3-9809956-3-4.
- 2010: Skulpturen und Springbrunnen. Sonnenbuch, Dresden 2010, ISBN 978-3-9813403-0-3.